# I STORIES
i STORIES è una miniserie thailandese andata in onda, per la prima volta, dal 23 maggio al 13 giugno 2018 su Line TV. Ogni episodio è un cortometraggio che ha come protagonista un personaggio LGBT.

## Episodi

### T
Diretto da: Thitipong Kerdtongtawee
Messa in onda: 23 maggio 2018
Trama
Una ragazza transessuale di nome "I" viene approcciata da un uomo, Steve, in un locale. Dopo aver avuto un rapporto sessuale con lui lei si sveglia e scopre che Steve ha rubato il suo motorino (che aveva preso in affitto). Andando a fare la denuncia incontra un suo vecchio amico dei tempi del militare e questo le fa ricordare che, prima della transizione, era stata violentata al campo di addestramento e lui, pur avendo assistito alla scena, non era intervenuto. Nonostante il passare del tempo lei non si dà pervinta fin quando, casualmente, non riesce a trovare Steve in un locale ed, erosa dalla rabbia, lo mette K.O. con un pugnio riprendendosi così il motorino.

### B
Diretto da: Salinee Khemcharas
Messa in onda: 30 maggio 2018
Trama
Una coppia di fidanzate sono in vacanza e, dopo essere state da una cartomante che gli predice un "grande cambiamento" legato alla "riconsiderazione dell'amore", le due affittano un motorino. Lì incontrano un ragazzo che decide, vista la loro difficoltà a orientarsi, di accompagnarle alla spiaggia dove una delle due si innamora di lui. Sebbene questo porti, in serata, a un forte impatto emotivo per entrambe ci viene mostrato che, anni dopo, questa esperienza è stata di giovamento ad entrambe e che, grazie a questo, hanno capito le sfaccettature dell'amore.

### G
Diretto da: Naruebet Kuno
Messa in onda: 6 giugno 2018
Trama
Joe e Pete sono una coppia omosessuale che sta per celebrare il proprio matrimonio. Ripercorriamo, attraverso delle riprese in falso documentario, il loro passato per scoprire che Joe, diversi mesi prima, oltre a frequentare Pete frequentava contemporaneamente altri 4 ragazzi. Una volta scoperta questa cosa i 5 hanno formato il loro gruppo di amici grazie all'odio che provavano per Joe ma, dopo un po', Pete, in totale segreto, ricominciò a frequentarlo. Poco prima del matrimonio rivela agli altri ragazzi della loro relazione e se all'inizio, tutti loro, non prendono bene la cosa ma poi sembrano accettarla. Poco prima del matrimonio i 4 ragazzi (invitati come ospiti d'onore) si ubriacano e distruggono i preparativi facendo infuriare Pete (forse per qualche reminiscenza del loro odio per Joe). Uno di essi, dopo aver preso gli anelli, scappa in motorino per impedire la cerimonia ma viene seguito dagli altri ragazzi capitanati da Pete. Non sapendo guidare bene la moto cade dal veicolo ma rimane illeso e dopo un pianto di sfogo ognuno dei presenti accetta il matrimonio e Joe e Pete possono finalmente sposarsi con la loro benedizione.

### L
Diretto da: Nattawut Poonpiriya
Messa in onda: 13 giugno 2018
Trama
Ci sono una coppia di ragazze in un bar (una al balcone e l'altra è una cliente). Tra le due sembra nascere l'amore e scopriamo che la cliente è un'ostetrica quando, improvvisamente, ci viene svelato che in realtà è una semplice messa in scena e la barista è un'attrice professionista mentre la cliente è un'assistente che la sta aiutando con le battute. Una volta terminata la scena l'assistente va dall'attrice, nella sua camera privata, per aiutarla a imparare le battute ma lei risulta annoiata e quindi, per scherzare, provano molte parti appartenenti ai precedenti episodi della serie fin quando le due non si scambiano un autentico bacio d'amore. Nonostante questo il rapporto tra le due non sembra essersi concretizzato dato che sembra continuare a preferire il suo partner (sia nella vita che nel lavoro) fin quando, nel finale, l'attrice non esce dalla macchina di quest'ultimo per, presumibilmente, tornare dal suo nuovo amore.